# Kurgontepa
Kurgontepa (in uzbeko Qo'rg'ontepa; in russo Кургантепа) è il capoluogo del distretto di Kurgontepa nella regione di Andijan, in Uzbekistan. 
Ha una popolazione (calcolata per il 2010) di 27.917 abitanti. La città si trova nella valle di Fergana, circa 40 km a est di Andijan.